# بويفيس أمباني
بويفيس أمباني (بالإنجليزية: Boniface Ambani)‏ (4 نوفمبر 1982 بنايفاشا في كينيا - ) هو لاعب كرة قدم كيني في مركز الهجوم. شارك مع منتخب كينيا لكرة القدم. أما مع النوادي، فقد لعب مع سبورتينغ غوا ونادي إيست بنغال ونادي توسكر ونادي يانغ أفريكانز.

## وصلات خارجية
- بويفيس أمباني على موقع الاتحاد الدولي (مؤرشف)  (الإنجليزية)
- بويفيس أمباني على موقع قاعدة بيانات كرة القدم.إي يو (الإنجليزية)
- بويفيس أمباني على موقع ناشيونال فوتبول تيمز (الإنجليزية)